# Черкаська і Кіровоградська єпархія УАПЦ
Черкасько-Кіровоградська єпархія   — єпархія УАПЦ, що охоплює парафії Черкаської та Кіровоградської областей.

## Загальні відомості
Дата заснування - 30.09.1997
код ЄДРПОУ - 25211927
Назва - КОНСИСТОРІЯ (ЄПАРХІЯЛЬНЕ УПРАВЛІННЯ) ЧЕРКАСЬКОЇ І КІРОВОГРАДСЬКОЇ ЄПАРХІЇ УКРАЇНСЬКОЇ АВТОКЕФАЛЬНОЇ ПРАВОСЛАВНОЇ ЦЕРКВИ
Зареєстрована єпархія у селі Червона Слобода  Черкаської області. 
В 2004 році до Черкаської єпархії приєдналось Кіровоградське благочиння і єпархія отримала назву Черкаська і Кіровоградська єпархія УАПЦ. Тут функціонує і консисторія.

## Керуючі епархією

### Єпископи
- 1998—2004 єпископ Черкаський Яків (Макарчук)
- 2004—2005 єпископ Черкаський і Кіровоградський Богдан (Кулик)
- 2005—2015 єпископ Черкаський і Кіровоградський Іларіон (Савчук)

| № | Дата вступу | Керівник (в миру)             | Титул правлячого архієрея                                                                                |
| - | ----------- | ----------------------------- | --- |
| 1 | 30.09.1997  | Савчук Ігор Мирославович      | Іларіон (Савчук), єпископ Черкаський і Кіровоградський                                                   |
| 2 | 27.04.2016  | Двірник Віталій Гергійович    | Віталій (Двірник), протоієрей, керуючий Черкаською і Кіровоградською єпархією                            |
| 3 | 06.09.2016  | Шкурупій Володимир Михайлович | Афанасій (Шкурупій), архієпископ Харківський і Ізюмський, керуючий Черкаською і Кіровоградською єпархією |
| 4 | 16.04.2021  | Двірник Віталій Гергійович    | Віталій (Двірник), протоієрей, керуючий Черкаською і Кіровоградською єпархією                            |
| 5 | 19.05.2021  | Двірник Віталій Гергійович    | Віталій (Двірник), протоієрей, керуючий Черкаською і Кіровоградською єпархією                            |

## ПарафіїЧеркаська і Кіровоградська єпархія
Єпархія нараховує біля 80 парафій, 5 культових споруд та 51 приміщення, пристосоване під молитовне.

### Парафії на територіїЧеркаської області
На території Черкаської області єпархія нараховує біля 65 парафій, 5 культових споруд та 45 приміщень, пристосованих під молитовні. 
Ними опікуються 23 священнослужителі.
| №  | ЄДРПОУ   | Дата заснування | Назва парафії | Адреса | Керівник                        | Назва споруди                                   | Примітка |
| -- | -------- | --------------- | --- | --- | ------------------------------- | ----------------------------------------------- | -------- |
| 1  | 26043225 | 19.07.1996      | ПАРАФІЯ ХРАМУ ПРЕСВЯТОЇ ТРОЇЦІ УКРАЇНСЬКОЇ АВТОКЕФАЛЬНОЇ ПРАВОСЛАВНОЇ ЦЕРКВИ | Україна, 19604, Черкаська обл., Черкаський р-н, село Червона Слобода, ВУЛИЦЯ СВЯТО-ТРОЇЦЬКА, будинок 1                         | Шкурупій Володимир Михайлович   | ХРАМ ПРЕСВЯТОЇ ТРОЇЦІ                           |          |
| 2  | 22805684 | 03.10.1991      | ХРАМ ПОКРОВИ ПРЕСВЯТОЇ БОГОРОДИЦІ УКРАЇНСЬКОЇ АВТОКЕФАЛЬНОЇ ПРАВОСЛАВНОЇ ЦЕРКВИ | Україна, 18000, Черкаська обл., місто Черкаси, ВУЛИЦЯ БЛАГОВІСНА, будинок 54                                                   | Кучерявий Назар Віталійович     | ХРАМ ПОКРОВИ ПРЕСВЯТОЇ БОГОРОДИЦІ               |          |
| 3  | 26097652 | 02.06.1997      | ПАРАФІЯ ЖІНОК МИРОНОСИЦЬ ЧЕРКАСЬКОЇ ЄПАРХІЇ УКРАЇНСЬКОЇ АВТОКЕФАЛЬНОЇ ПРАВОСЛАВНОЇ ЦЕРКВИ | Україна, 19640, Черкаська обл., Черкаський р-н, село Леськи, ВУЛИЦЯ САДОВА, будинок 138                                        | Теплуха Микола Порфирійович     | ХРАМ ЖІНОК МИРОНОСИЦЬ                           |          |
| 4  | 25873284 | 04.11.1997      | ХРАМ АРХИСТРАТИГА БОЖОГО МИХАЇЛА ЧЕРКАСЬКОЇ ЄПАРХІЇ УКРАЇНСЬКОЇ АВТОКЕФАЛЬНОЇ ПРАВОСЛАВНОЇ ЦЕРКВИ                                                                                                  | Україна, 19634, Черкаська обл., Черкаський р-н, село Хацьки, ВУЛИЦЯ ЛЕНІНА, будинок 52                                         | Дрозд Микола Йосипович          | ХРАМ АРХИСТРАТИГА БОЖОГО МИХАЇЛА                |          |
| 5  | 25728056 | 26.07.1999      | ПАРАФІЯ РІЗДВА ПРЕСВЯТОЇ БОГОРОДИЦІ ЧЕРКАСЬКОЇ І КІРОВОГРАДСЬКОЇ ЄПАРХІЇ УКРАЇНСЬКОЇ АВТОКЕФАЛЬНОЇ ПРАВОСЛАВНОЇ ЦЕРКВИ                                                                             | Україна, 20750, Черкаська обл., Смілянський р-н, село Куцівка, ВУЛИЦЯ ШЕВЧЕНКА , будинок 18                                    | Шарко Василь Степанович         | ХРАМ РІЗДВА ПРЕСВЯТОЇ БОГОРОДИЦІ                |          |
| 6  | 36183832 | 22.05.2008      | РЕЛІГІЙНА ГРОМАДА (ПАРАФІЯ) ЦЕРКВА УСПІННЯ ПРЕСВЯТОЇ БОГОРОДИЦІ ЧЕРКАСЬКОЇ І КІРОВОГРАДСЬКОЇ ЄПАРХІЇ УКРАЇНСЬКОЇ АВТОКЕФАЛЬНОЇ ПРАВОСЛАВНОЇ ЦЕРКВИ С.БУЗУКІВ ЧЕРКАСЬКОГО РАЙОНУ ЧЕРКАСЬКОЇ ОБЛАСТІ | Україна, 19633, Черкаська обл., Черкаський р-н, село Бузуків, ВУЛИЦЯ ШЕВЧЕНКА, будинок 246 А                                   | Негер Юрій Степанович           | ЦЕРКВА УСПІННЯ ПРЕСВЯТОЇ БОГОРОДИЦІ             |          |
| 7  | 36785427 | 12.06.2009      | ПАРАФІЯ ПРЕПОДОБНОГО ІЛАРІОНА ВЕЛИКОГО ЧЕРКАСЬКОЇ І КІРОВОГРАДСЬКОЇ ЄПАРХІЇ УКРАЇНСЬКОЇ АВТОКЕФАЛЬНОЇ ПРАВОСЛАВНОЇ ЦЕРКВИ МІСТА ЧЕРКАСИ                                                            | Україна, 18024, Черкаська обл., місто Черкаси, ВУЛИЦЯ ТАРАСКОВА, будинок 9                                                     | Двірник Віталій Георгійович     | ХРАМ ПРЕПОДОБНОГО ІЛАРІОНА                      |          |
| 8  | 36566332 | 26.02.2010      | ПАРАФІЯ СОБОР ПРЕСВЯТОЇ БОГОРОДИЦІ ЧЕРКАСЬКОЇ І КІРОВОГРАДСЬКОЇ ЄПАРХІЇ УКРАЇНСЬКОЇ АВТОКЕФАЛЬНОЇ ПРАВОСЛАВНОЇ ЦЕРКВИ                                                                              | Україна, 20400, Черкаська обл., Тальнівський р-н, місто Тальне, ВУЛИЦЯ РОБІТНИЧА, будинок 64                                   | Грубий Сергій Іванович          | СОБОР ПРЕСВЯТОЇ БОГОРОДИЦІ                      |          |
| 9  | 37106261 | 26.02.2010      | ПАРАФІЯ СВЯТОГО ВЕЛИКОМУЧЕНИКА ТРИФОНА ЧЕРКАСЬКОЇ І КІРОВОГРАДСЬКОЇ ЄПАРХІЇ УКРАЇНСЬКОЇ АВТОКЕФАЛЬНОЇ ПРАВОСЛАВНОЇ ЦЕРКВИ                                                                          | Україна, 18016, Черкаська обл., місто Черкаси, ВУЛИЦЯ КАЛІНІНА, будинок 135, квартира 8                                        | Василенко Олександр Миколайович | ХРАМ СВЯТОГО ВЕЛИКОМУЧЕНИКА ТРИФОНА             |          |
| 10 | 39142804 | 20.03.2014      | ПАРАФІЯ ПРЕПОДОБНОГО СЕРГІЯ РАДОНЕЗЬКОГО ЧЕРКАСЬКОЇ І КІРОВОГРАДСЬКОЇ ЄПАРХІЇ УКРАЇНСЬКОЇ АВТОКЕФАЛЬНОЇ ПРАВОСЛАВНОЇ ЦЕРКВИ                                                                        | Україна, 20423, Черкаська обл., Тальнівський р-н, село Соколівочка, ВУЛИЦЯ КОЦЮБИНСЬКОГО, будинок 22 Д                         | Грубий Сергій Іванович          | ХРАМ ПРЕПОДОБНОГО СЕРГІЯ РАДОНЕЗЬКОГО           |          |
| 11 | 39242110 | 04.06.2014      | ПАРАФІЯ ВСІХ СВЯТИХ ЗЕМЛІ УКРАЇНСЬКОЇ ЧЕРКАСЬКОЇ І КІРОВОГРАДСЬКОЇ ЄПАРХІЇ УКРАЇНСЬКОЇ АВТОКЕФАЛЬНОЇ ПРАВОСЛАВНОЇ ЦЕРКВИ                                                                           | Україна, 20603, Черкаська обл., Шполянський р-н, місто Шпола, ВУЛИЦЯ ЩОРСА, будинок 69                                         | Коваль Володимир Володимирович  | ХРАМ ВСІХ СВЯТИХ ЗЕМЛІ УКРАЇНСЬКОЇ              |          |
| 12 | 40328523 | 09.03.2016      | РЕЛІГІЙНА ГРОМАДА ПАРАФІЯ ВЕЛИКОМУЧЕНИКА І ЦІЛИТЕЛЯ ПАНТЕЛЕЙМОНА ЧЕРКАСЬКОЇ І КІРОВОГРАДСЬКОЇ ЄПАРХІЇ УКРАЇНСЬКОЇ АВТОКЕФАЛЬНОЇ ПРАВОСЛАВНОЇ ЦЕРКВИ                                                | Україна, 19400, Черкаська обл., Корсунь-Шевченківський р-н, місто Корсунь-Шевченківський, ВУЛИЦЯ ЯРОСЛАВА МУДРОГО, будинок 155 | Іванцов Сергій Єгорович         | ХРАМ ВЕЛИКОМУЧЕНИКА І ЦІЛИТЕЛЯ ПАНТЕЛЕЙМОНА     |          |
| 13 | 42759211 | 17.01.2019      | РЕЛІГІЙНА ОРГАНІЗАЦІЯ «ПАРАФІЯ ВЕЛИКОМУЧЕНИКА ІОАНА НОВОГО, СОЧАВСЬКОГО ЧЕРКАСЬКОЇ І КІРОВОГРАДСЬКОЇ ЄПАРХІЇ УКРАЇНСЬКОЇ АВТОКЕФАЛЬНОЇ ПРАВОСЛАВНОЇ ЦЕРКВИ»                                        | Україна, 18008, Черкаська обл., місто Черкаси, ВУЛИЦЯ СМІЛЯНСЬКА, будинок 159/2                                                | Коваленко Борис Петрович        | ХРАМ ВЕЛИКОМУЧЕНИКА ІОАНА НОВОГО, СОЧАВСЬКОГО   |          |
| 14 | 34238376 | 28.12.2000      | ПАРАФІЯ СВЯТИХ МУЧЕНИЦЬ СОФІЇ, ВІРИ, НАДІЇ, ЛЮБОВІ УКРАЇНСЬКОЇ АВТОКЕФАЛЬНОЇ ПРАВОСЛАВНОЇ ЦЕРКВИ                                                                                                   | Україна, 19812, Черкаська обл., Драбівський р-н, село Шрамківка, ВУЛИЦЯ ЧАПАЄВА, будинок 53                                    | Ільченко Сергій Станіславович   | ХРАМ СВЯТИХ МУЧЕНИЦЬ СОФІЇ, ВІРИ, НАДІЇ, ЛЮБОВІ |          |
| 15 | ЄДРПОУ   | Дата заснування | Назва парафії | Адреса | Керівник                        | Назва споруди                                   |          |

### Парафії на територіїКіровограської області
На території Кіровоградської області єпархія нараховує біля 15 парафій, 6 приміщень, пристосованих під молитовні. 
| № | ЄДРПОУ   | Дата заснування | Назва парафії | Адреса | Керівник                 | Назва споруди                     | Примітка |
| - | -------- | --------------- | --- | --- | ------------------------ | --------------------------------- | -------- |
| 1 | 39793632 | 18.05.2015      | РЕЛІГІЙНА ГРОМАДА ПАРАФІЯ УСПІННЯ ПРЕСВЯТОЇ БОГОРОДИЦІ ЧЕРКАСЬКОЇ І КІРОВОГРАДСЬКОЇ ЄПАРХІЇ УКРАЇНСЬКОЇ АВТОКЕФАЛЬНОЇ ПРАВОСЛАВНОЇ ЦЕРКВИ | Україна, 26000, Кіровоградська обл., Новомиргородський р-н, місто Новомиргород, ВУЛИЦЯ МИКОЛИ ЗЕРОВА, будинок 20 | Катькало Степан Іванович | ХРАМ УСПІННЯ ПРЕСВЯТОЇ БОГОРОДИЦІ |          |
| 2 | ЄДРПОУ   | Дата заснування | Назва парафії | Адреса | Керівник                 | Назва споруди                     |          |
| 3 | ЄДРПОУ   | Дата заснування | Назва парафії | Адреса | Керівник                 | Назва споруди                     |          |

## Події
Черкаська і Кіровоградська єпархія УАПЦ, як і вся повнота УАПЦ почала свій розвиток на початку дев`яностих років двадцятого століття як правонаступниця Української Автокефальної Православної Церкви першого відродження 20-30-х років двадцятого століття та другого відровження УАПЦ під час другої світової війни.
З дев`яностих років двадцятого століття на території області починають діяти декілька парафій Української Автокефальної Православної Церкви.
Найактивнішу участь у відродженні УАП Церкви брали парафії УАПЦ міста Умані та Покрови Пресвятої Богородиці міста Черкаси. Остання стала справжнім осередком національно-патріотичних сил всієї області, духовним центром єпархіяльного життя та її діяльносити.
Віряни УАПЦ на Черкащині активно відроджують український дух та мову, впроваджують у життя національні православні духовні традиції. Таке активне духовне життя вірних спонукає їх гуртуватися у громади та відновлювати і споруджувати храми. 
Протягом останніх років Черкаська земля прикрасилася новозбудованими церквами Пресвятої Трійці у селі Червона Слобода Черкаського району, Покровською церквою у селі Петраківка Катеринопільського району. Активно ведеться реставрація храму дев′ятнадцятого століття Різдва Богородиці у селі Куцівка Смілянського району, зводиться вгору храм Різдва Івана Хрестителя у місті Смілі, ведуться підготовчі роботи до спорудження церков у селі Хацьки та селі Бузукові Черкаського району, у селі Вознесенському Золотоніського району та в селі Шрамківка Драбівського району, в селі Цвіткове Городищенського району. Справжньою окрасою сакральною архітектури є козацька похідна церква шістнадцятого століття Пресвятої Трійці села Пугачівки Уманського району.
19 березня 2017 року, Хрестопоклонної неділі, високопреосвященний Афанасій (Шкурупій), архієпископ Харківський і Полтавський, керуючий Черкасько-Кіровоградською єпархією, після звершення Божественної літургії разом із вірянами Свято-Троїцької парафії, встановив та освятив поклонний хрест на виділеній земельній ділянці під будівництво ще одного храму в с. Червона Слобода під Черкасами.

## Звернення, промови, доповіді
- 05.06.2017 \ Духовенство Черкащини звершило спільну молитву із правлячим архієреєм Владикою Афанасієм [Архівовано 25 липня 2017 у Wayback Machine.]
- 19.03.2017 \ На Черкащині постане ще один храм УАПЦ [Архівовано 29 липня 2017 у Wayback Machine.]
- 19.01.2017 \ Архієпископ Афанасій на свято Богоявлення відвідав кафедральну громаду Черкасько-Кіровоградської єпархії УАПЦ [Архівовано 17 лютого 2017 у Wayback Machine.]
- 16.04.2012 \ Пасхальне послання єпископа УАПЦ Іларіона
- 25.04.2011 \ Пасхальне послання Преосвященного Іларіона
- 14.10.2010 \ Людям потрібні помірковані лідери [Архівовано 3 квітня 2019 у Wayback Machine.]